# Salim Kechiouche

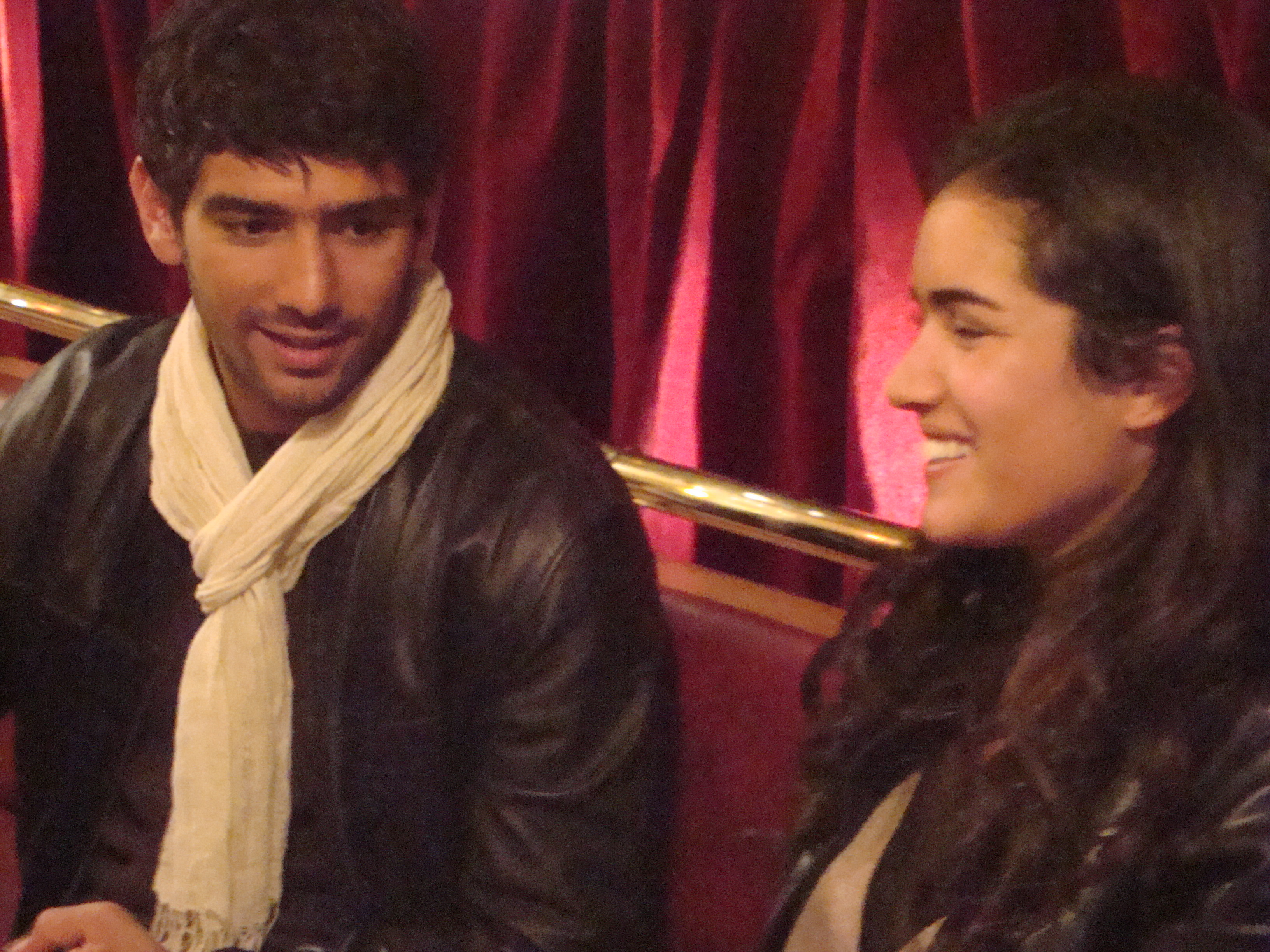
Kechiouche (links)

Salim Kechiouche (Lyon, 2 april 1979) is een Frans-Algerijnse acteur.
De filmcarrière van de amateurkickbokser Kechiouche als acteur begon toen hij door Gaël Morel werd ontdekt voor de film À toute vitesse uit 1996. Met Morel zou hij nog een aantal films draaien. In de korte film Gigolo van Bastian Schweitzer speelde hij met Amanda Lear. Hij poseerde voor drie werken van het kunstenaarsduo Pierre et Gilles ter gelegenheid van de film Les amants criminels. Parallel met zijn filmcarrière begon Kechiouche in 2002 ook aan een theatercarrière.

## Filmografie
- À toute vitesse (1996)
- Les amants criminels ( 1999)
- Premières neiges (1999)
- Le Clan (2003)
- Grande École (2003)
- Temps morts, korte film (2004)
- Couscous pour tout le monde, korte film (2004)
- Gigolo, korte film (2005)
- L'année suivante (2006)
- Nos retrouvailles (2007)
- Après lui (2007)
- Le fil (2008)
- C'est qui l'homme?, korte film (2008)
- Le noir (te) vous va si bien (2012)
- Parfum du sang (2012)
- La vie d'Adèle (2013)
- Être (2014)
- Ta mère! (2015)
- Braqueurs (2021)